# Репортаж

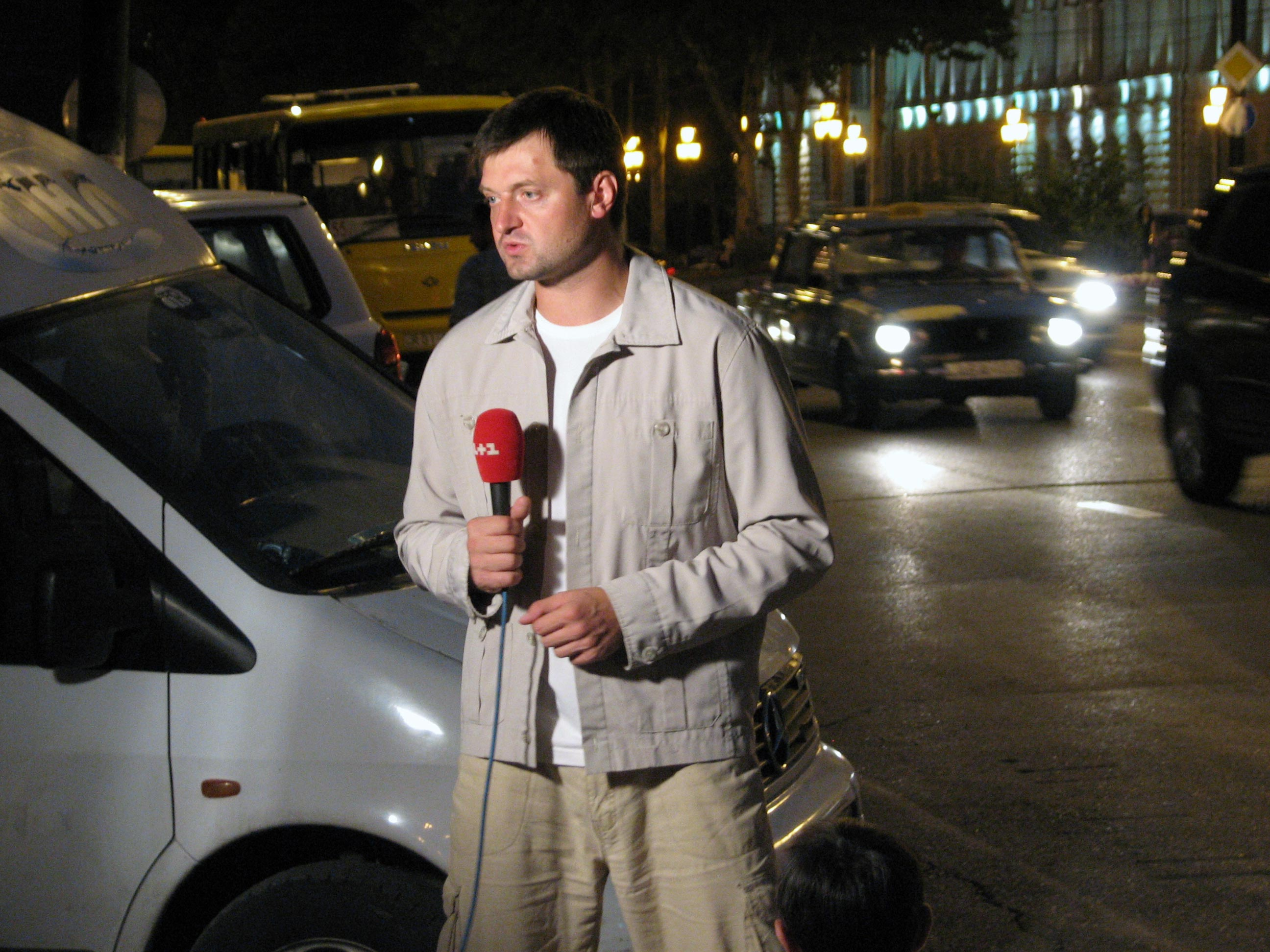
Репортаж кореспондента 1+1

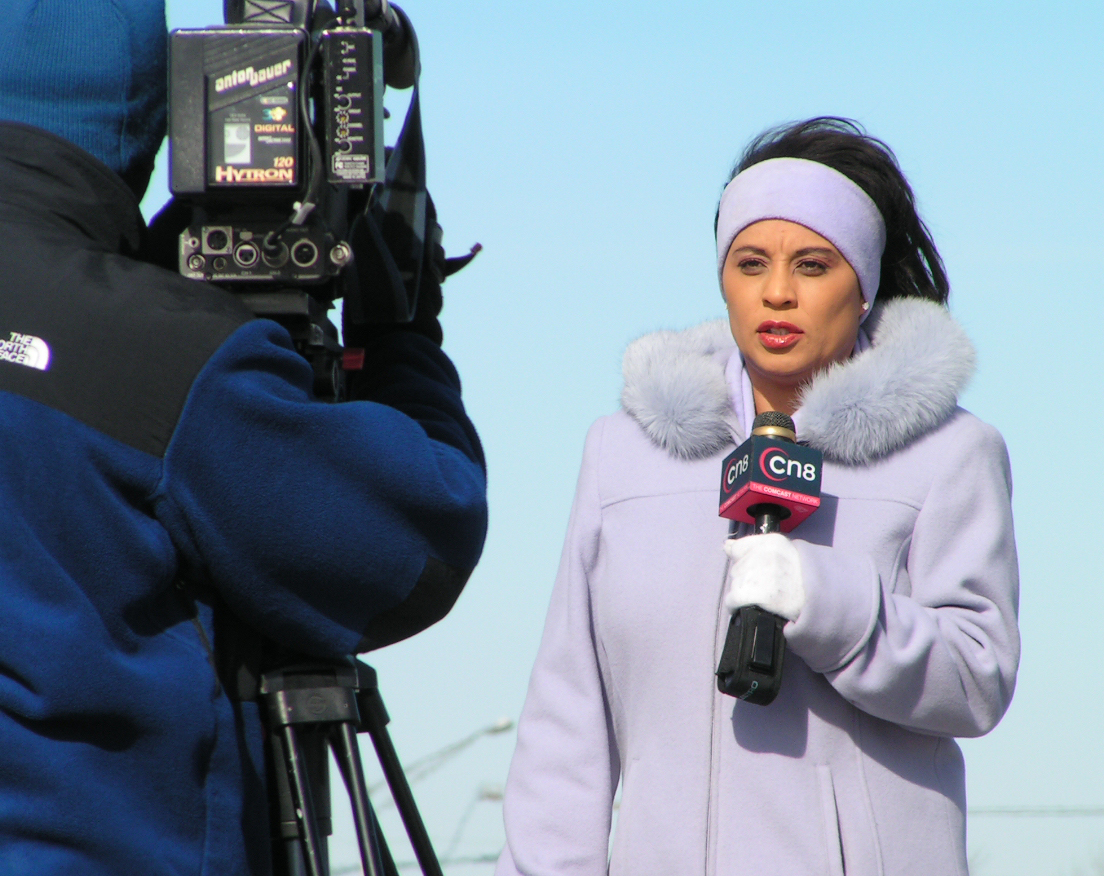
Репортер за роботою

Репорта́ж — інформація, повідомлення, розповідь в періодичних виданнях, у радіо- і телепередачах про важливі події суспільного життя, а також мистецької та літературної дійсності, матеріал з місця подій.
Спочатку жанр репортажу представляли публікації, що сповіщали читача про хід судових засідань, парламентських дебатів, різних зборів тощо. Пізніше такого роду «репортажі» стали називати «звітами».
Термін походить від французького «reportage», яке, у свою чергу, містить латинський корінь «reporto», що означає передавати. Репортажі зазвичай поділяються на телевізійні, газетні та радіо репортажі, а також вони можуть бути опубліковані в журналах та інтернет-виданнях[джерело?].

## Специфіка жанру
В телевізійних репортажах беруть участь, як правило, дві особи — репортер та телеоператор. При цьому розповідь здебільшого ведеться на камеру, а фоном є місце подій, яким присвячений репортаж та має за мету справити емоційне враження, відтворити дійсність, побачену репортером на місці подій та дати побачити, почути (пережити) все те, що було у реальному житті.
Необхідність особистої присутності або участі в подіях, яким присвячений репортаж, часто становить загрозу для здоров'я та життя репортерів. У країнах з обмеженнями свободи слова репортери також можуть зазнавати утисків або страждати від насильства з боку окремих соціальних груп або держави. Захистом репортерів опікується декілька організацій, найвідомішою з яких є організація «Репортери без кордонів».
Репортаж як жанр досить часто використовують у мистецтві для підсилення ефекту правдивості описуваних подій. Так, фрагмент радіоспектаклю «Війна світів» за однойменною книгою Герберта Уелса, що транслювався в стилі репортажу 30 жовтня 1938 в ефірі американської станції Сі-Бі-Ес, був сприйнятий радіослухачами як справжній новинний репортаж і більше мільйона жителів північного сходу США повірили у напад марсіан і впали в паніку.
Специфікою репортажу як жанру журналістики є оперативність. Крім того, для цього жанру характерно неупереджене (без оцінок) висвітлення подій і мається на увазі, що репортер є очевидцем або учасником описуваного дійства. Саме факт обов'язкової присутності автора сюжету на місці дії є суттєвою відмінністю репортажу від просто кореспонденції[джерело?]. 

### Типологічні ознаки
Основні типологічні ознаки репортажу:
- послідовне зображення події — динаміка оповіді, пов'язана з тривалістю дії;
- наочність — створення образної картинки за допомогою предметного опису деталей, наведення подробиць, відтворення вчинків і реплік дійових осіб;
- максимальна документальність — репортаж не може бути реконструкцією події або творчою вигадкою (можливим у нарисі або фейлетоні);
- емоційно забарвлений стиль оповіді, що надає додаткової переконливості;
- активна роль особистості репортера, що дозволяє не тільки побачити подію очима журналіста, але й провокує самостійну роботу читацької уяви.

## Види репортажу
Існує поділ репортажів на 3 групи [3]:
1. подіє́ві (новинні);
2. темати́чні;
3. поста́вні (здійснюються за сценарієм, як поста́ва в театрі).

—  У першому випадку йдеться про показ реальної події, що протікає незалежно від репортера, завдання якого — якомога точніше і докладніше проінформувати про подію. Визначальною є сама подія, її розвиток.
За способом відтворення події подієві репортажі можуть бути прямими — зі спортивних змагань, урочистих засідань, концертів. Тобто репортажі, що транслюються одночасно з подією, яка відбувається. Інша група — записані репортажі, зафіксовані та модифіковані на певному носії інформації, що транслюються через деякий час та є скороченими порівняно з тривалістю дійсної події.
За прогнозованістю виокремлюють плановані репортажі, ситуаційні (репортаж із незапланованої події) та з екстреної ситуації (проблеми відображення події — швидке прибуття на місце дії, передача в редакцію до випуску).
—  У тематичному репортажі журналіст підбирає об'єкт показу і події, що відбуваються, відповідно до заданої теми та ідеї твору. Цей вид репортажу ще називають «оглядовим», в інших випадках «проблемним» чи «аналітичним» (може містити міні-коментар). Такий репортаж найчастіше пов'язаний з показом цікавої для глядачів регулярної дії.
Тематичний репортаж теж вимагає ґрунтовної сценарної підготовки, визначення ключових моментів дії і послідовності показу. Репортер стає учасником дії. Роль репортера — надати зібраній інформації популярної, захопливі форми. Репортаж в жодному разі не повинен бути стандартизованим.
Різновидом тематичного репортажу є так званий неподієвий (пізнавальний) репортаж, що не пов'язаний з актуальною одномоментною подією і допомагає реципієнтам вивчати життя в різних його проявах. Класичним зразком у західній журналістиці пізнавального репортажу є репортажі про життя тварин, екзотичні країни та ін.
—  В умовно названому поста́вному репортажі журналіст відверто виступає організатором події. Цей метод одержав назву «змодельована ситуація».
Є ще одна система градації різних типів репортажу, яку запропонували французькі вчені:
- гарячий репортаж (про несподівану подію, про передбачувану подію, яку треба висвітлювати негайно і яка має несподіваний фінал);
- теплий репортаж (про подію, яку починають висвітлювати в процесі її розвитку — на другий день катастрофи: організація допомоги або пошук причин катастрофи; про подію, яка триває в часі і яка може повторитися знову);
- холодний репортаж (про події, відомі заздалегідь: слухання в суді, вихід книги, візит президента, вибори). З-поміж холодних репортажів вирізняються такі, які вертаються на сторінки преси певного числа щороку.